# 坂倉心悟
坂倉 心悟（さかくら しんご、1985年7月24日 - ）は、東京都墨田区出身のベーシストであり、NICO Touches the Wallsのベース担当。血液型はAB型。

## 来歴
- 早稲田大学人間科学部卒業。
- 高校生の時から、メンバーの光村とバンドをやっていた。光村の曲が好きで、そのままバンドを一緒にやっていきたいと思い、19歳の時に大学のレポートが少ない学部を選んで、進学した。そして光村と一緒にB+(bplus)というバンドを組んだ。
- 2004年、NICO Touches the wallsを結成。
- 2019年11月15日、バンドの公式サイトにて NICO Touches the Wallsを「終了」する旨を発表。

## 人物
- 愛称は｢さっかん｣｢しんちゃん｣、メンバーの古村大介からは｢心悟さん｣と呼ばれている。
- 以前は音楽よりも、美術に興味があり、高校生の時に芸術大学を志望していた時期があったが諦めた。芸術大学の試験は専門的な勉強をしないといけないということと、更に出身高校の教育内容が、試験に合わなかったためである[1]。
- 一部の楽曲を作詞・作曲もしている。「Endless roll」「マトリョーシカ」など。
- 主に一般の4弦ベースを使用しているが「プレイヤ」などの楽曲では5弦ベースも使用することがある。

## 使用機材

### ベース
- ミュージックマン・スティングレイ（結成当初メインで使用）
- フェンダー・ジャズベース
- フェンダー・プレシジョンベース